# Peter Hobday
Peter Hobday (London, 1961. április 9. –) angol labdarúgó-középpályás. Pályafutása nagy részét Németországban töltötte.

## Sikerei, díjai
Hannover 96
- 2. Bundesliga (1): 1986-87

Arminia Bielefeld
- Regionális Liga (1): 1994-95